# Chloroclystis albitornalis
Chloroclystis albitornalis är en fjärilsart som beskrevs av Louis Beethoven Prout 1958. Chloroclystis albitornalis ingår i släktet Chloroclystis och familjen mätare. Inga underarter finns listade i Catalogue of Life.